# Hildegard Heilemann
Hildegard Heilemann (* im 20. Jahrhundert) ist eine deutsche Historikerin und Bibliographin.
Heilemann wirkte an der Karl-Marx-Universität Leipzig und veröffentlichte Sachbücher.
Ihr bekanntestes Werk ist die zwischen 1957 und 1977 mehrmals aufgelegte Bibliographie zur Geschichte der Stadt Leipzig.
Mit Edith Rothe löste sie 1967 Johannes Hofmann als Herausgeber der Bibliographie zur Geschichte des Buchdrucks, des Buchhandels und der Bibliotheken ab.